# Medaille voor Trouwe Dienst in 1940
De Medaille voor trouwe dienst in 1940, in de stichtingsoorkonde in oude spelling "Medaille voor trouwen dienst in 1940" genoemd werd in 1940 ingesteld en aan de leden van de Vrijwillige burgerwachten in 10 Nederlandse gemeenten uitgereikt.
Aanleiding was een circulaire van het Ministerie van Binnenlandse Zaken dat op 19 juli 1940 alle Burgemeesters in Nederland de opdracht gaf om de Vrijwillige Burgerwachten op te heffen. De leiding van een aantal van de Burgerwachten liet uit het resterende kasgeld een herinneringsmedaille slaan als dank voor de diensten, die de burgerwachters gedurende de mobilisatie van 1939-1940 hadden bewezen.
Er zijn tien verschillende versies van deze medaille bekend.
Op de ronde bronzen medaille met een middellijn van 21 millimeter is het Nederlandse rijkswapen zonder de wapenmantel met het omschrift "VOORBURGSCHE BURGERWACHT" afgebeeld.
De keerzijde is vlak, met in reliëf de tekst "VOOR TROUWEN DIENST IN 1940 AAN" waaronder de naam van de decorandus kon worden gegraveerd.
Men draagt de medaille op de linkerborst aan een 21 millimeter breed lint in de kleuren van de Nederlandse vlag.
- Op de voorzijde staat de opdracht "VRIJWILLIGE BURGERWACHT",

Deze medaille kon in iedere gemeente worden toegekend. Andere gemeenten kozen voor het vermelden van hun naam.

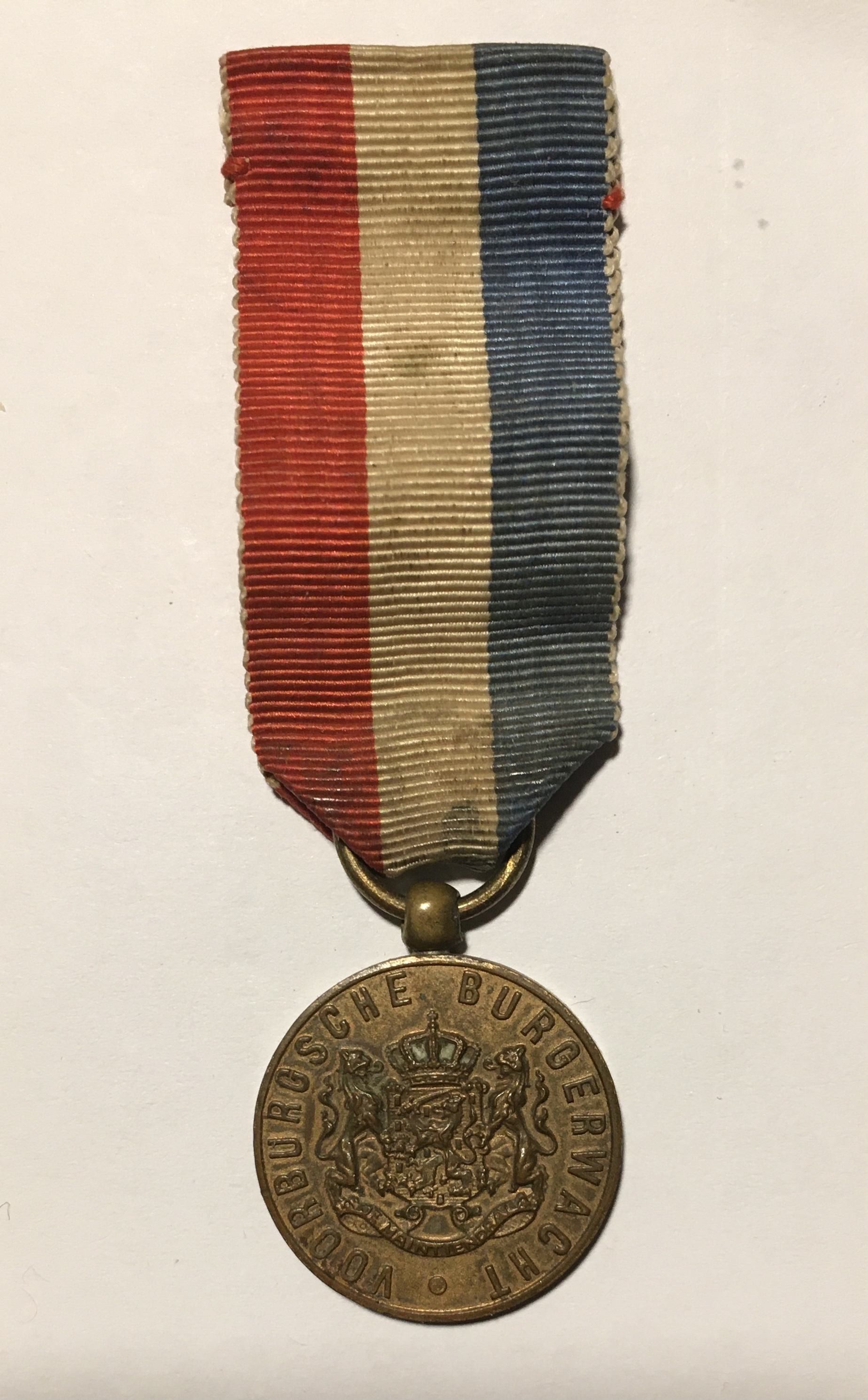

- Op de voorzijde van de medaille voor de burgerwacht in 's-Hertogenbosch staat de opdracht’ "DE BOSSCHE BURGERWACHT".
- Op de voorzijde van de medaille voor de burgerwacht in Leiden staat de opdracht "LEIDSCHE BURGERWACHT".
- Op de voorzijde van de medaille voor de burgerwacht in Princenhage staat de opdracht "PRINCENHAAGSCHE BURGERWACHT".
- Op de voorzijde van de medaille voor de burgerwacht in Voorburg staat de opdracht "VOORBURGSCHE BURGERWACHT".
- Op de voorzijde van de medaille voor de burgerwacht in Wageningen staat de opdracht "VRIJW. BURGERWACHT WAGENINGEN".
- Op de voorzijde van de medaille voor de burgerwacht in Wassenaar staat de opdracht "BURGERWACHT WASSENAAR".
- Op de voorzijde van de medaille voor de burgerwacht in Wijk bij Duurstede staat de opdracht "WIJKSCHE BURGERWACHT".
- Op de voorzijde van de medaille voor de burgerwacht in Zaltbommel staat de opdracht "ZALTBOMMELSCHE BURGERWACHT".

De keerzijde is bij deze negen medailles gelijk. Er staat "VOOR TROUWEN DIENST IN 1940 AAN" waaronder ruimte is gelaten voor het graveren van de naam van de decorandus.
Bij de medaille in Midwolda wijkt de keerzijde van de medaille iets af van het door de andere gemeenten gekozen standaardmodel.
- Op de voorzijde staat de opdracht "MIDWOLDA'S BURGERWACHT", op de keerzijde staat "VOOR TROUWEN DIENST IN 1939-'40" waaronder ook hier ruimte is gelaten voor het graveren van de naam van de decorandus.

De medailles werden al in augustus 1940 uitgereikt.